# 皇后碼頭

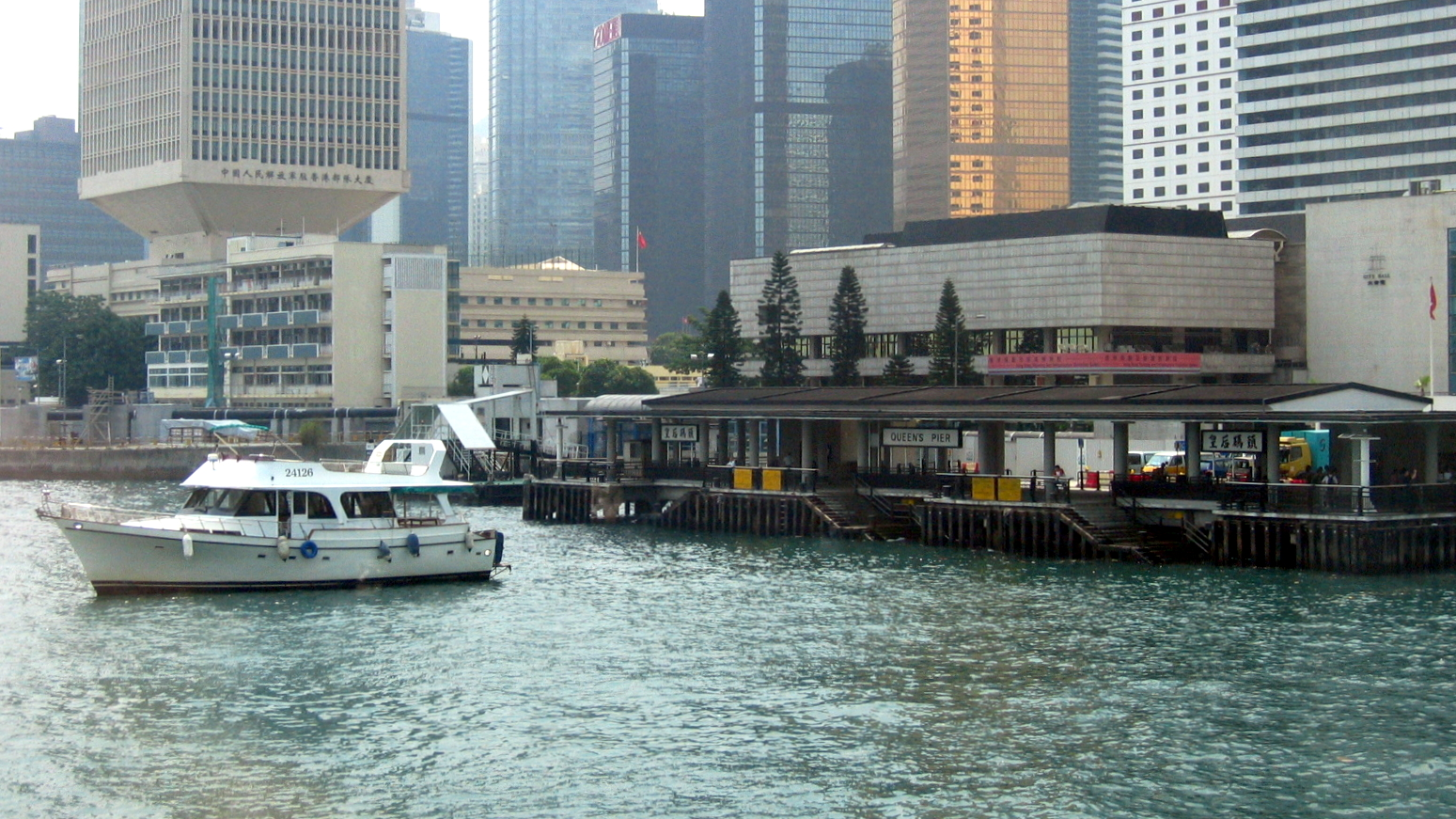
第二代皇后碼頭（2006年）

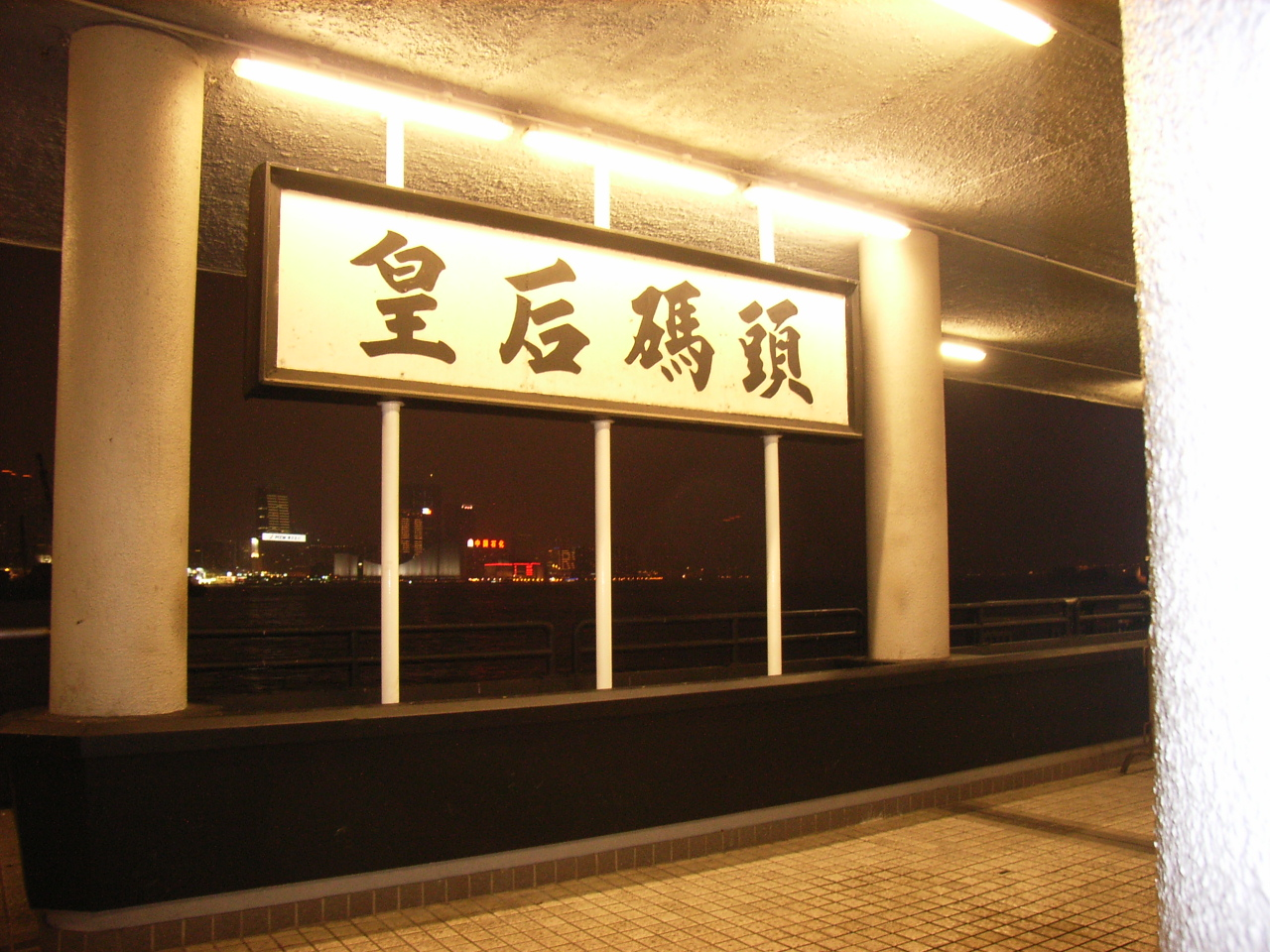
皇后碼頭牌匾

皇后碼頭（こうごうまとう、英語: Queen's Pier，1925年 – 2007年7月31日）は、香港にかつて存在した小型船舶の乗降用の公衆埠頭である。解体時の建物は1953年にヴィクトリア・ハーバーに面して建設され、海事処の管理番号はHP092であった。埠頭としての役割は2007年4月26日より中環9号碼頭に代替され、2008年2月に撤去された（基礎部分の杭を含めれば、2008年3月）。
古物古蹟辦事処の評価報告によると、皇后碼頭は香港で唯一、式典開催に使用された公衆埠頭であり、イギリス植民地時代を通じてヴィクトリア・ハーバーの変遷を見守ってきた。また、第二次世界大戦後の香港の急速な経済発展に伴い、モダニズム様式で再建された皇后碼頭は、香港大会堂や愛丁堡広場、旧中環天星碼頭とともに建築群を形成し、1950年代香港における実用主義建築の特徴を保持していた。その後、皇后碼頭は埋立計画の影響で取り壊されることになり、保存活動を行う人々は、皇后碼頭の解体が香港文化の継承、集合的記憶、公共空間の喪失につながるとして反対した。古物古蹟辦事処は皇后碼頭を一級歴史建築に指定したが、香港政府は開発を優先し、最終的に2007年8月1日に強制排除と解体を実施した。
皇后碼頭の構造部材は現在、香港政府によって大嶼山狗虱湾の政府爆発物倉庫に保管されている。政府は2009年8月、共建維港委員会が提案した皇后碼頭の元の場所への復元プランを受け入れず、代わりに中環9号および10号埠頭の間に再設置する計画を提案し、当初は2013年の完成を予定していた。その後、2016年になってようやく9号および10号埠頭での皇后碼頭再設置に関する諮問が開始された。しかし、2019年1月時点で発展局は詳細な検討を進めていると述べるにとどまり、具体的な実施時期は未定のままである。

## 歴史

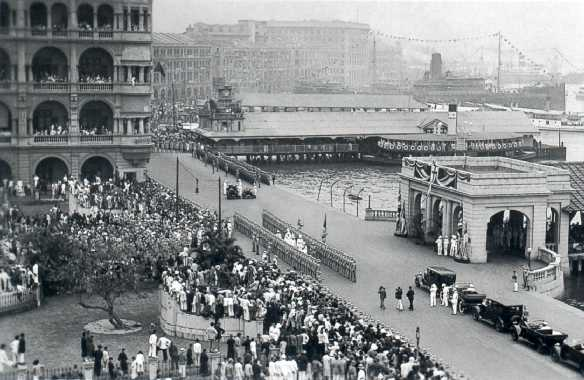
1925年、皇后碼頭にて就任式を行う香港総督のセシル・クレメンティ

### 前身および初代皇后碼頭

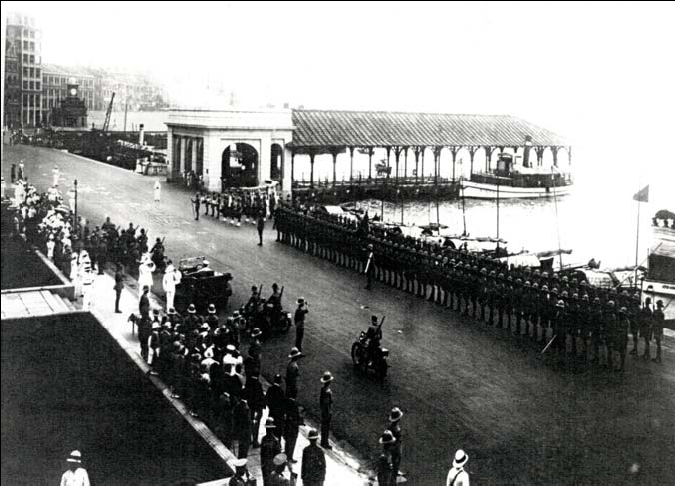
1928年、閱兵式に使用される初代皇后碼頭

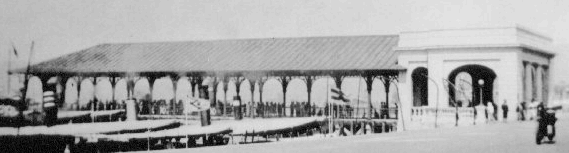
初代皇后碼頭

皇后碼頭の前身は、20世紀初頭に建設された皇后像停泊処（Queen's Statue Wharf）である。停泊処は皇后像広場（英語: Statue Square）に近いために皇后像停泊処と命名され、それゆえ「皇后」とはインド皇帝も兼ねたヴィクトリアを指している。当時の華人の間には「女王」の概念は存在していなかったため、「皇后」と訳されることになった。
1921年、海港工程処は埠頭の建て替えを決定し、1924年7月31日に香港立法局は埠頭を皇后碼頭とすることを決定した。埠頭は1925年10月に落成し、その位置は皇后像広場および皇后行（英語: Queen's Building、現在の香港文華東方酒店）付近となった。上屋は鋼鉄製で、杭基礎にはコンクリート製が採用された。費用は20万香港ドルが費やされた。埠頭にはユニオンジャックが掲げられた。
皇后碼頭は、主に香港総督やイギリスの主要官員が香港を往来する際に使用され、同時に歓迎式典や送別式典が行われる場所でもあった。皇后碼頭の最初の利用者は香港総督レジナルド・エドワード・スタッブスであり、任期を終えて1925年10月31日に香港を離れる際に使用した。さらに、1928年にはイギリス国王ジョージ五世の誕生日を祝うパレードが皇后碼頭で開催され、その後も歴代の国王公式誕生日を祝う行事が行われた。

### 二代目皇后碼頭

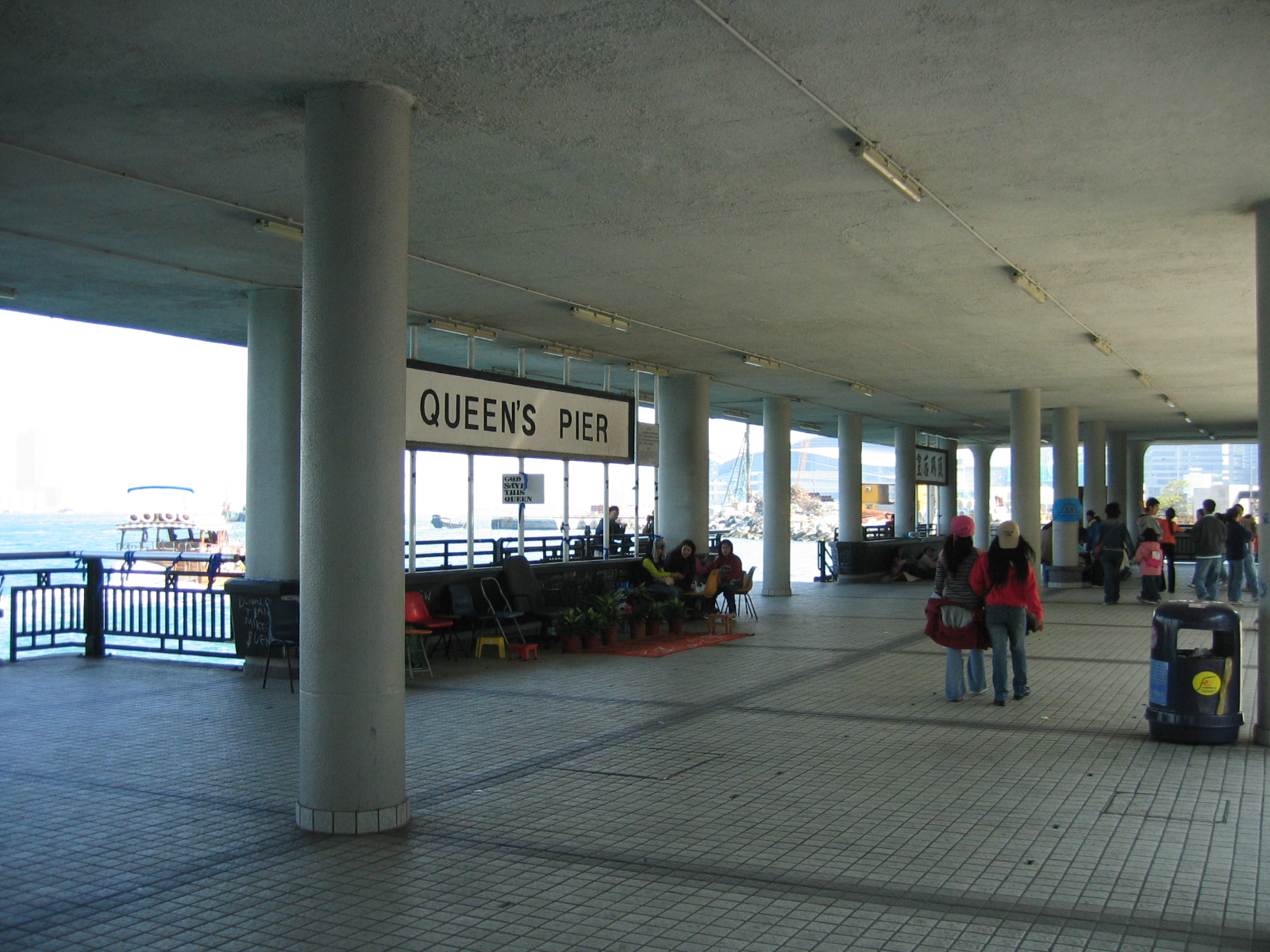
二代目皇后碼頭内部

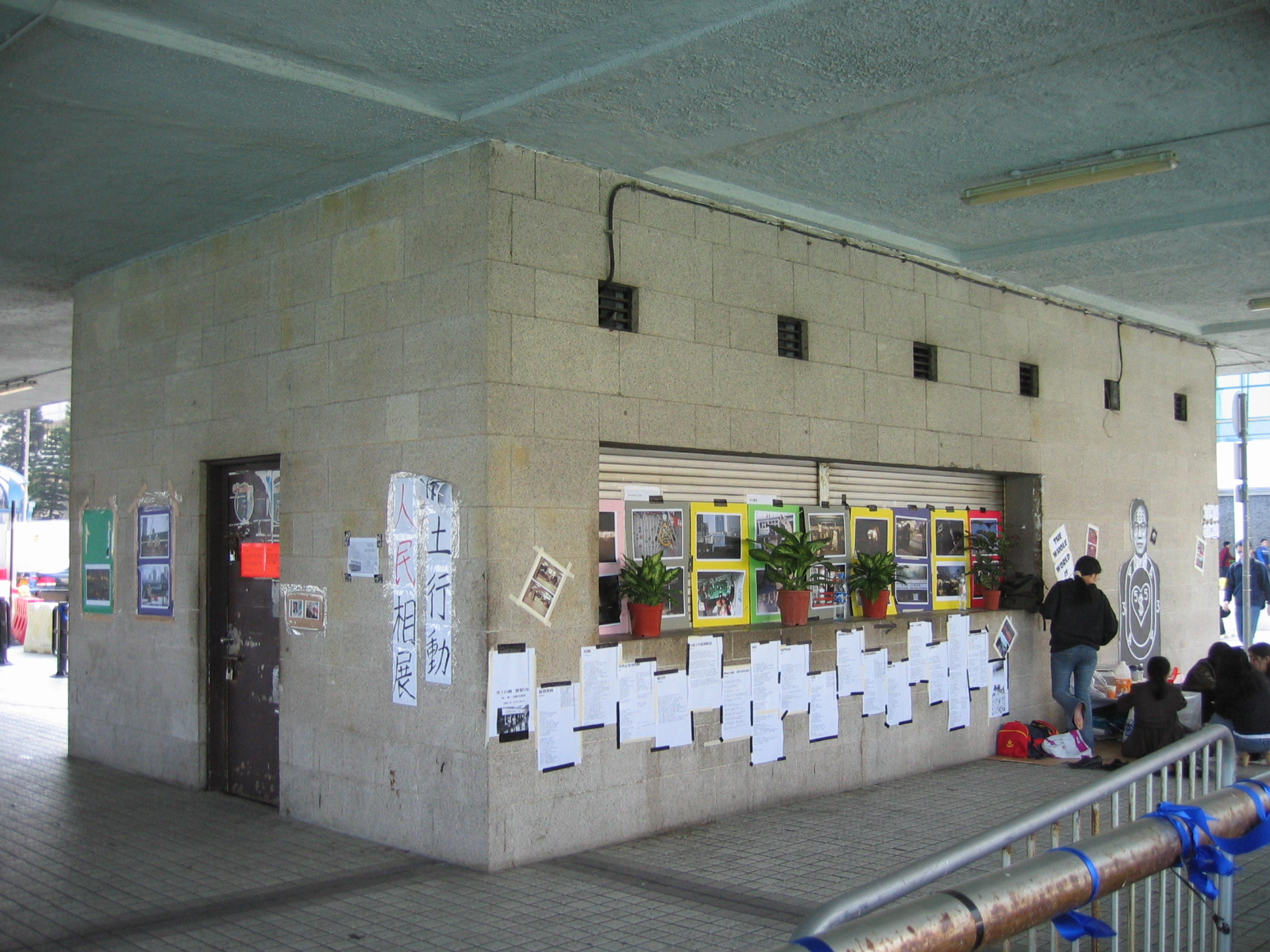
碼頭内の軽食店

1953年4月、中環の埋立工事に伴い、皇后碼頭と天星碼頭は現在の位置へ移設された。新しい皇后碼頭は1953年下半期に正式に使用が開始され、一般公開された。一方、旧皇后碼頭は1954年2月に解体され、新埠頭には上屋が建設された。新皇后碼頭の開幕式は、同年6月28日に当時の香港総督アレキサンダー・グランサム夫人のモリーン・グランサムによって執り行われた。
イギリス植民地時代、皇后碼頭は香港政府の主要官員やイギリス王室が使用する専用埠頭であった。歴代の香港総督は、着任時に総督専用ヨット（ロバート・ブラック以降は「モーリン夫人号」）に乗って中環へ向かい、皇后碼頭に上陸した後、愛丁堡広場で歓迎式典や閲兵などの就任式を行い、続いて香港大会堂で宣誓を行うのが伝統であった。1975年、女王エリザベス二世が初めて香港を訪問した際も、5月4日午後に啓徳空港へ到着した後モーリン夫人号に乗船してヴィクトリア・ハーバーを渡り、皇后碼頭に上陸した。
また、皇后碼頭はかつての香港クロスハーバーレースのゴール地点でもあった。

### 解体と再設置をめぐって

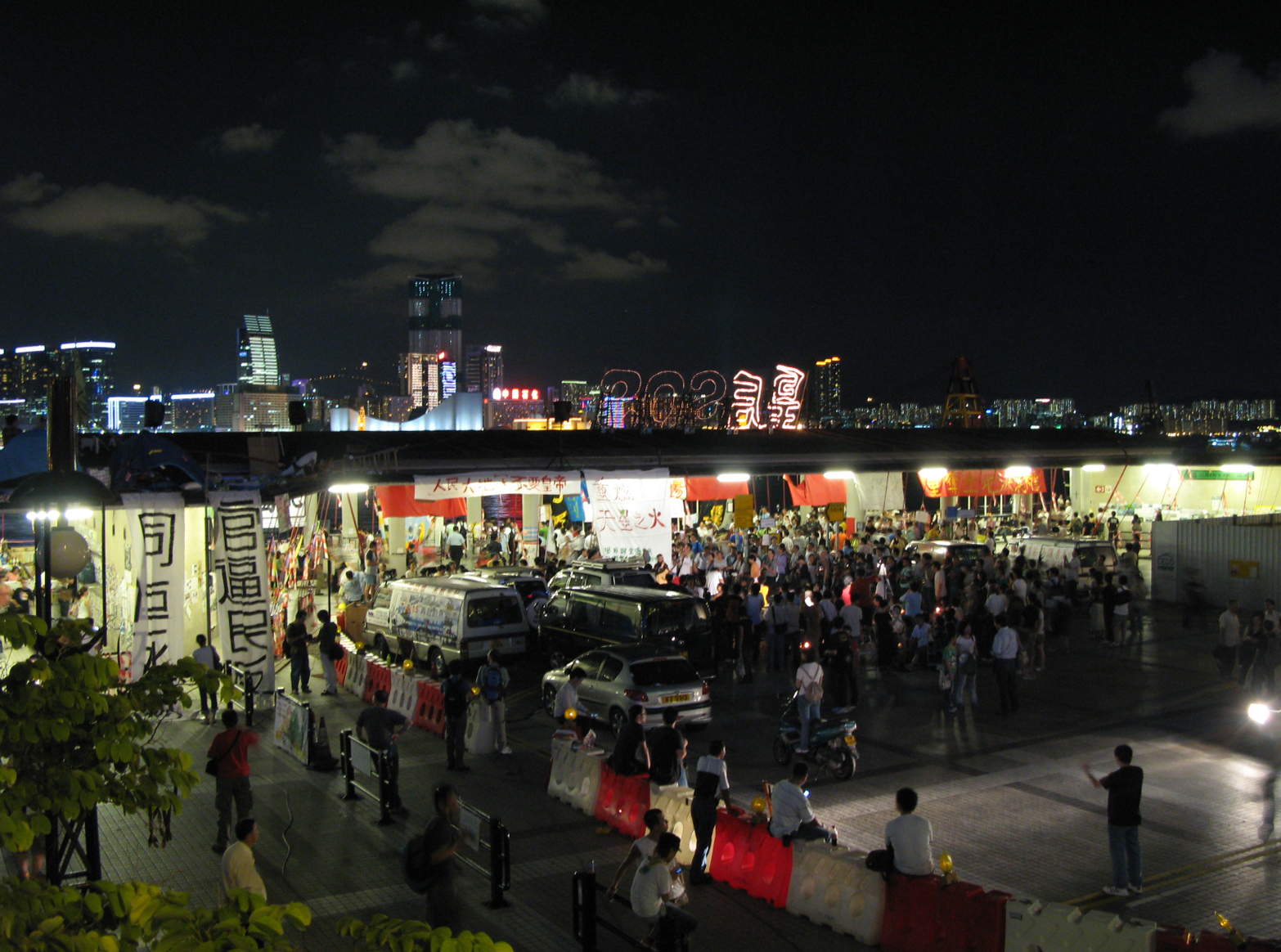
強制排除前夜の皇后碼頭

2000年代、皇后碼頭は中環埋立計画に伴い解体が決定された。2006年11月に新中環碼頭が開業した後、二代目皇后碼頭と旧天星碼頭はともに取り壊されることとなったが、皇后碼頭の解体期限は天星碼頭よりも長く設定されていた。解体計画に対し、香港の民間団体や区議会議員が解体阻止を決意した。
2006年12月24日、複数の団体が愛丁堡広場で「盼望天星的聖誕（天星に希望を託すクリスマス）」と題したキャンドル集会を開催し、香港政府に対し、愛丁堡広場碼頭（旧天星碼頭）の修復と皇后碼頭の保存を求めた。
以降十数名の活動家が皇后碼頭にて座り込みと野宿を行い、埠頭では写真展や署名活動が行われた。俳優の周潤発も2007年4月28日早朝に皇后碼頭を訪れ、保存を支持する署名を行なっている。
2007年7月、保護活動家は、政府が皇后碼頭の解体と再設置に5,000万香港ドルの公費を費やす必要はなく、1,000万～2,000万香港ドルの補強工事のみで十分に埠頭を維持できると主張した。また、この補強工事は埋立工事の進行を妨げず、埠頭の保存と公費節約の両立が可能だと訴えた。しかし、発展局は、皇后碼頭の引き渡しが遅れれば中環埋立計画の第3期工事が停滞し、1日あたり数十万香港ドルの損害賠償が発生する可能性があると説明した。また、すでに埠頭のレーザースキャンを行い、3D画像や設計図を保存したうえで、非構造部分を順次解体する予定であると述べ、解体および保存作業は4か月以内に完了するとした。
同年7月27日には、3名の保護活動家が午後4時30分から無期限の座り込みとハンガーストライキを開始し、政府が皇后碼頭の原位置での保存を約束するまで抗議を続けると発表した。しかし同日午後8時53分、発展局はプレスリリースを発表し、保護活動家によるハンガーストライキに同意できないとの立場を示した。
2007年7月30日午後、地政総署は皇后碼頭の欄干に通告を貼り出し、埠頭に宿泊しているデモ参加者は違法に政府の土地を占拠していると指摘し、8月1日午前0時までに退去するよう求めた：
Chapter 28 of The Laws of Hong Kong Special Administrative Region)

NOTICE UNDER SECTION 6(1)

LOCATION Government Land at Queen's Pier, Central, Hong Kong.

TAKE NOTICE that the Authority designated pursuant to section 3 of above Ordinance HEREBY REQUIRES occupiers of the land upon which this notice is posted, begin unleased and occupied otherwise than under a licence, deed or memorandum of appropriation, to cease such ossupation before 1st August 2007.

Dated 30th July 2007

Time 3:00pm

(signed) (Franklin TANG) for Director of Lands

土地(雜項條文)條例

(香港特別行政區法例第28章)

根據第6(1)條所發的通告

本署發現位於香港中環皇后碼頭的政府土地，即本通告所張貼地方，屬未批租的政府土地，現由未領有使用政府土地牌照、撥地契據或撥地備忘錄的人士違例佔用。因此，依據上述條例第3條指定的主管當局，現特飭令上述佔用人士在二零零七年八月一日之前，停止佔用該土地。

地政總署署長

(鄧建文代行)

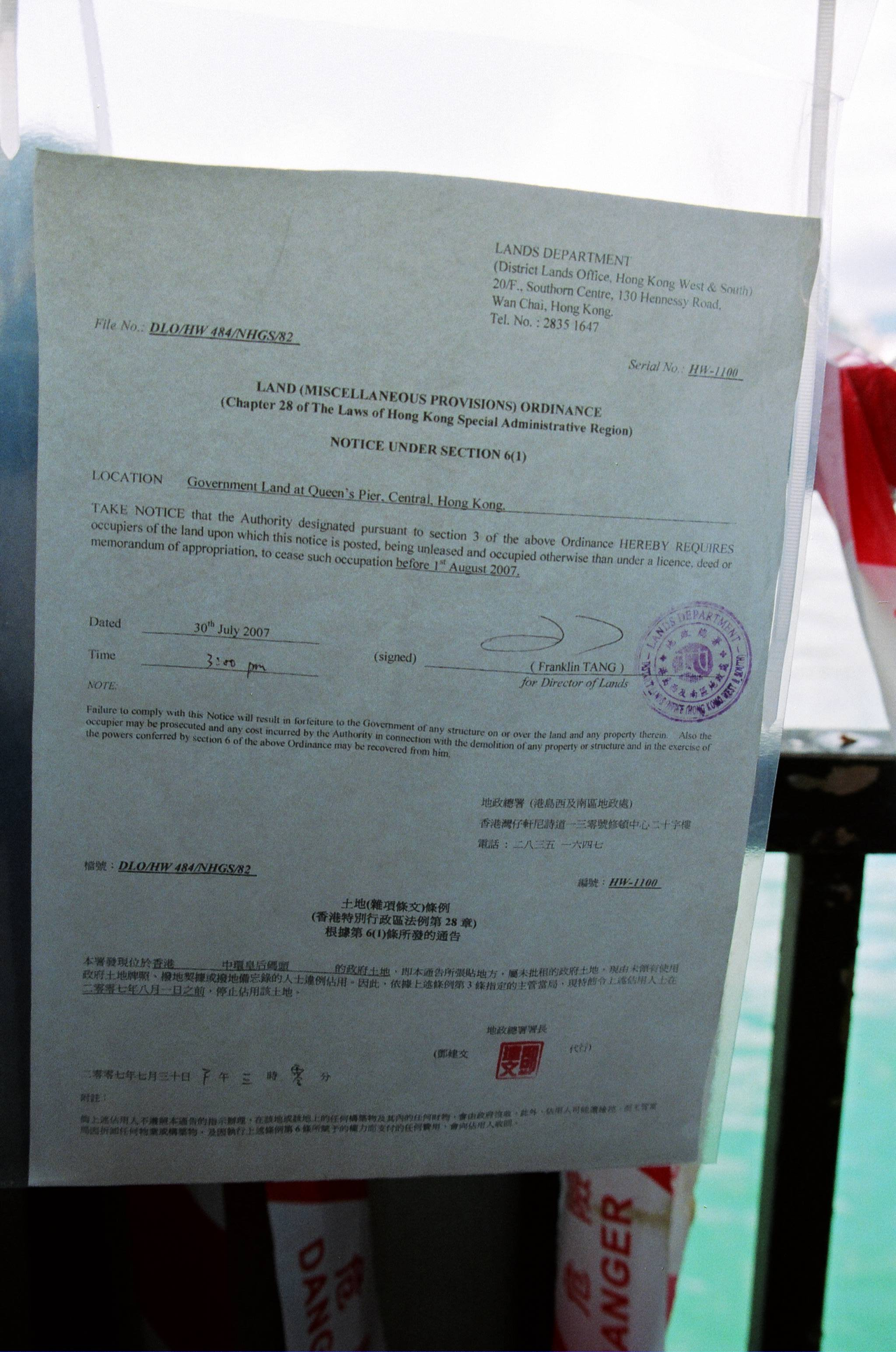
地政総署の貼り出した通告

2007年7月31日、香港高等法院は、本土行動メンバーの何来と朱凱迪による皇后碼頭の解体阻止を求める司法審査申請を受理した。法官の林文瀚は、申請の中で提示された二つの論拠に法律上の争点があると認めて司法審査を受理し、2007年8月7日に審理を開始するよう決定した。訴えの中では、香港政府は古物諮詢委員会をある時は意思決定機関として、ある時は諮問機関に過ぎないものとして扱っており、その役割が曖昧であると主張された。委員会メンバーの李律仁は、今回の司法審査を通じて委員会の役割が明確になることを期待すると述べた。

一方、香港政府は、8月1日午前0時をもって予定通り埠頭の抗議活動の強制排除を開始し、土地を建設業者に引き渡すと発表していた。しかし、政府および警察は深夜0時には強制撤去を実施せず、午前11時になって地上部分での排除を開始した。さらに、午後6時30分からは屋上部分で座り込みを続けていた活動家への排除が行われ、午後8時45分に完了した。

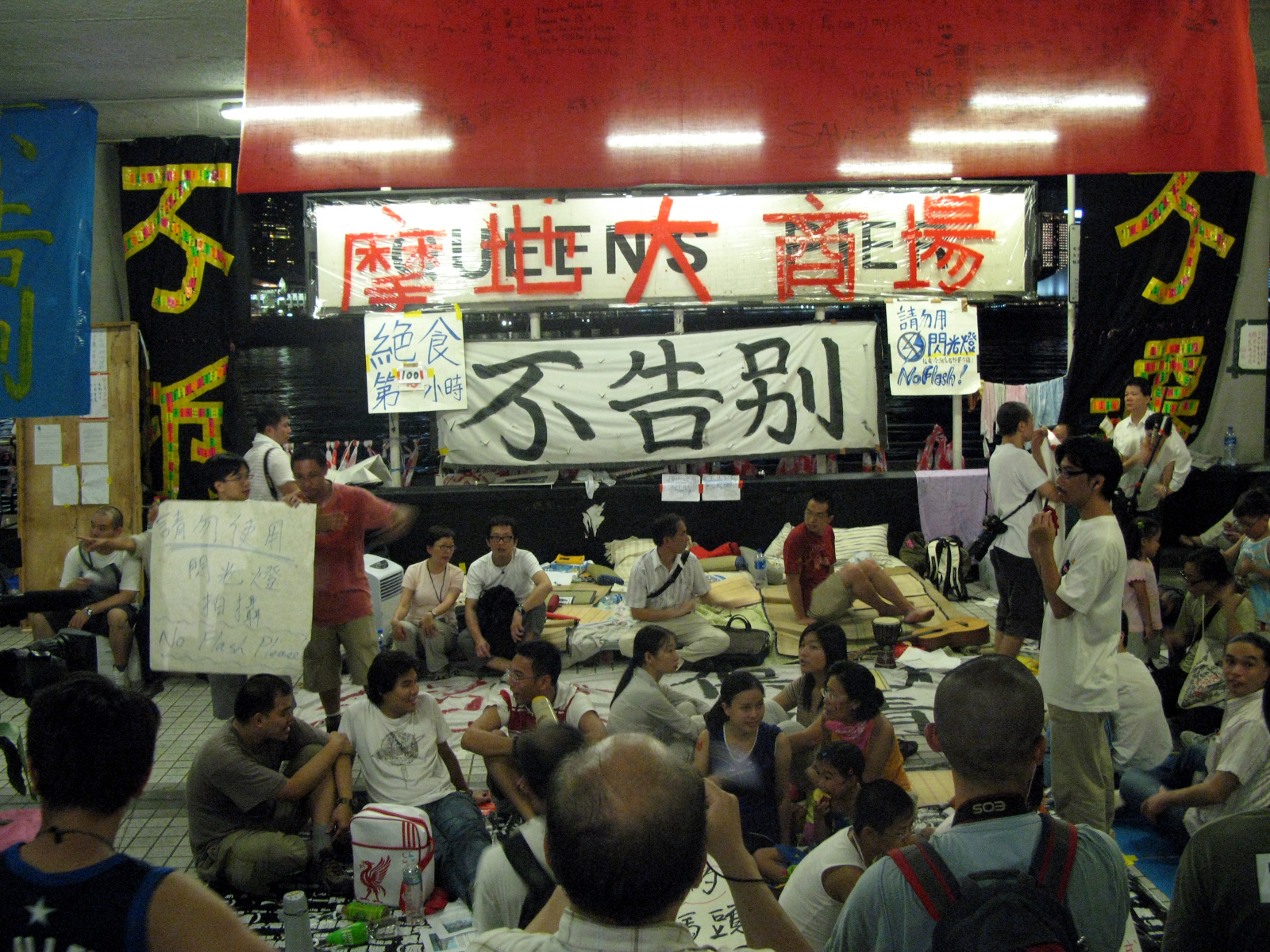
強制排除前夜の皇后碼頭
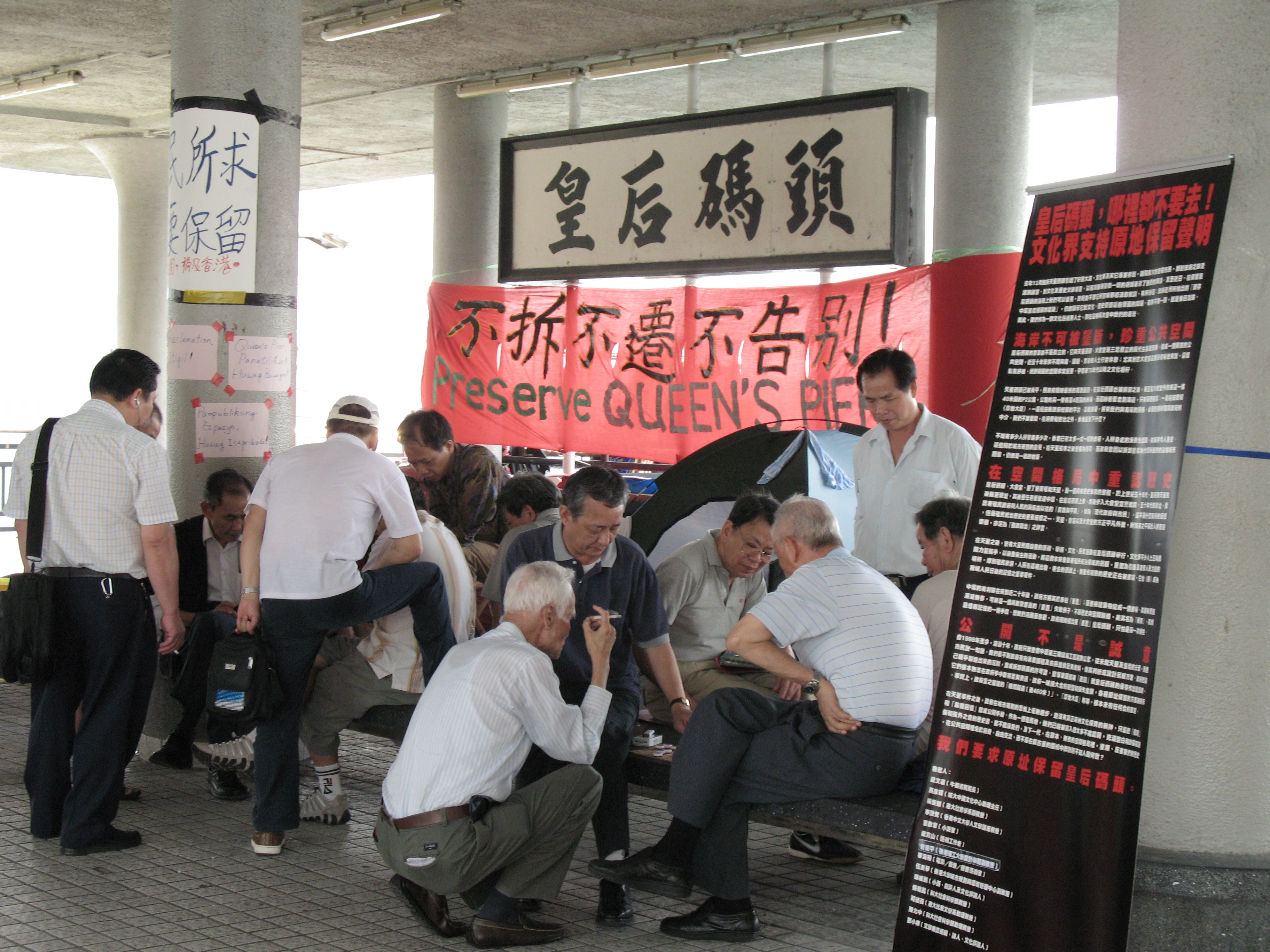
使用停止後の皇后碼頭での活動
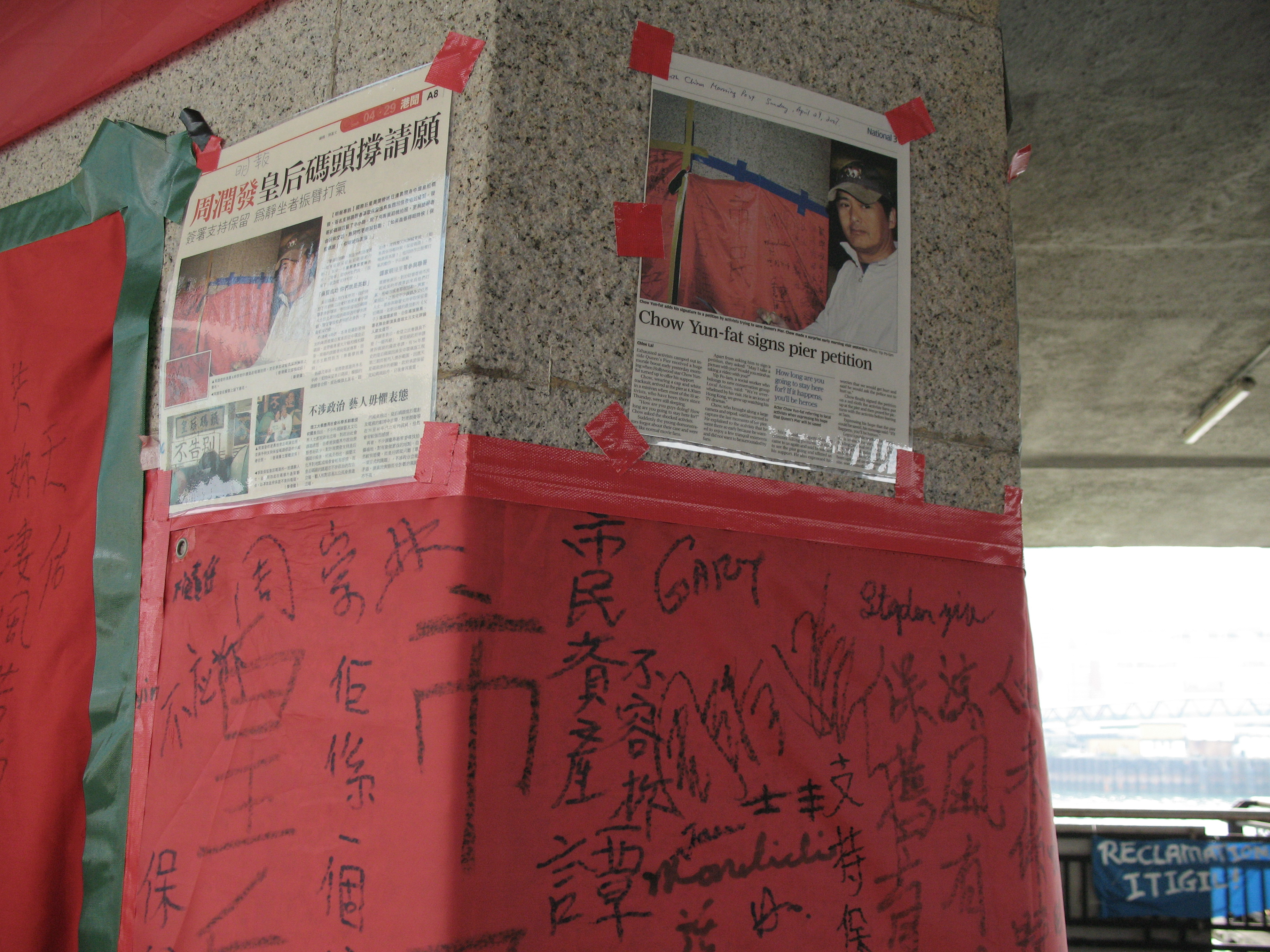
周潤発の署名

## 再建計画とその進展

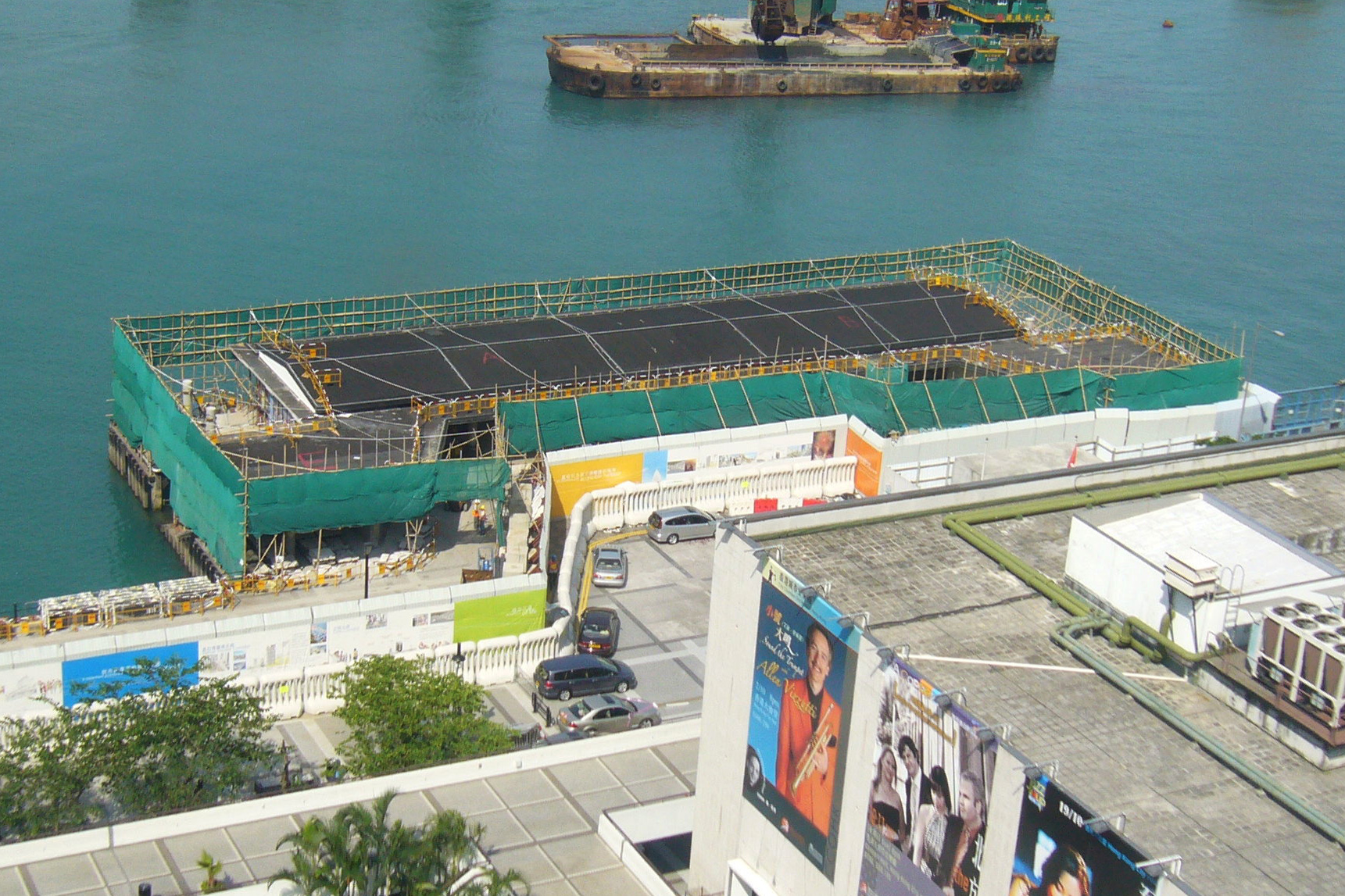
解体中の皇后碼頭

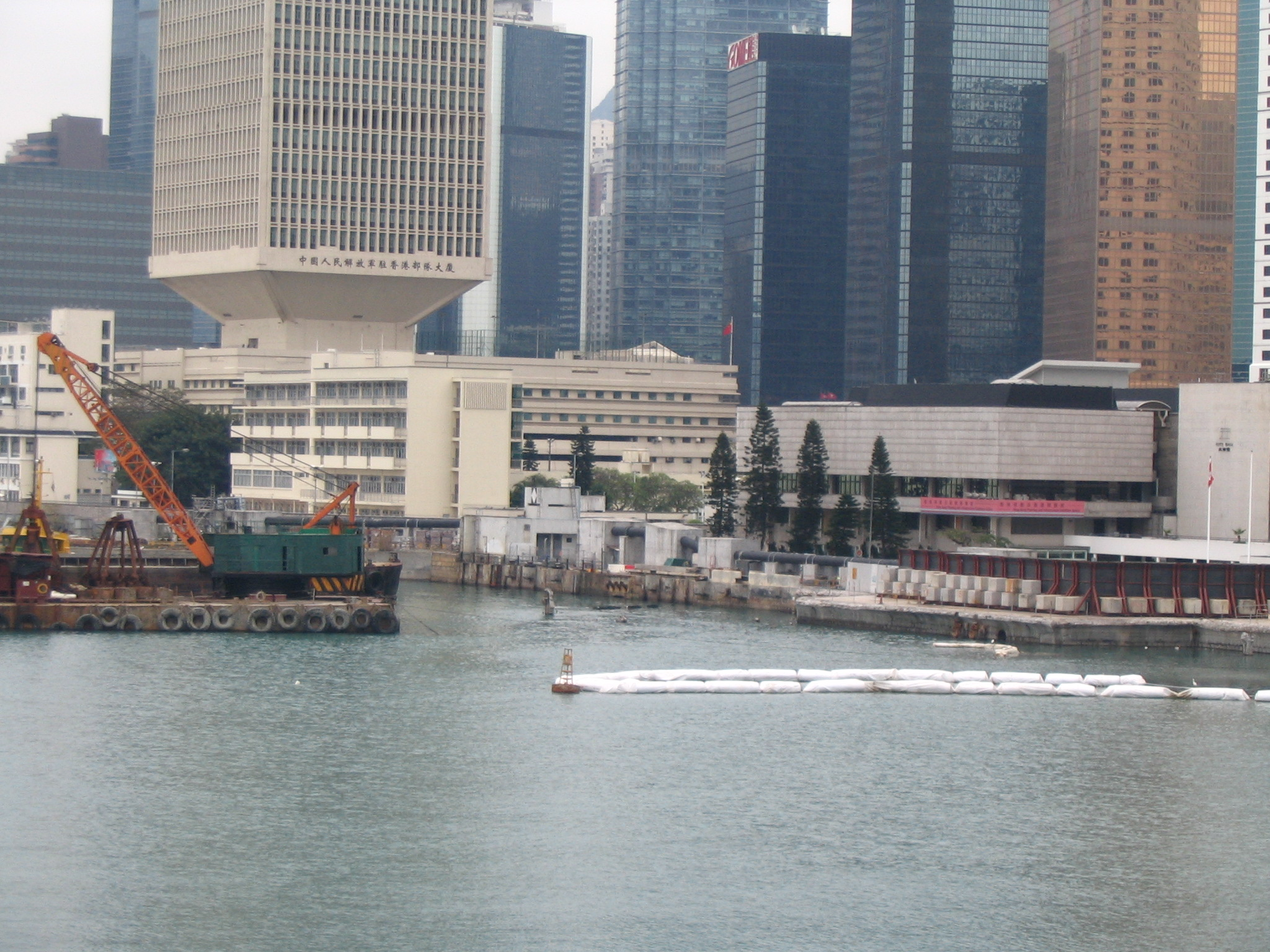
解体された皇后碼頭

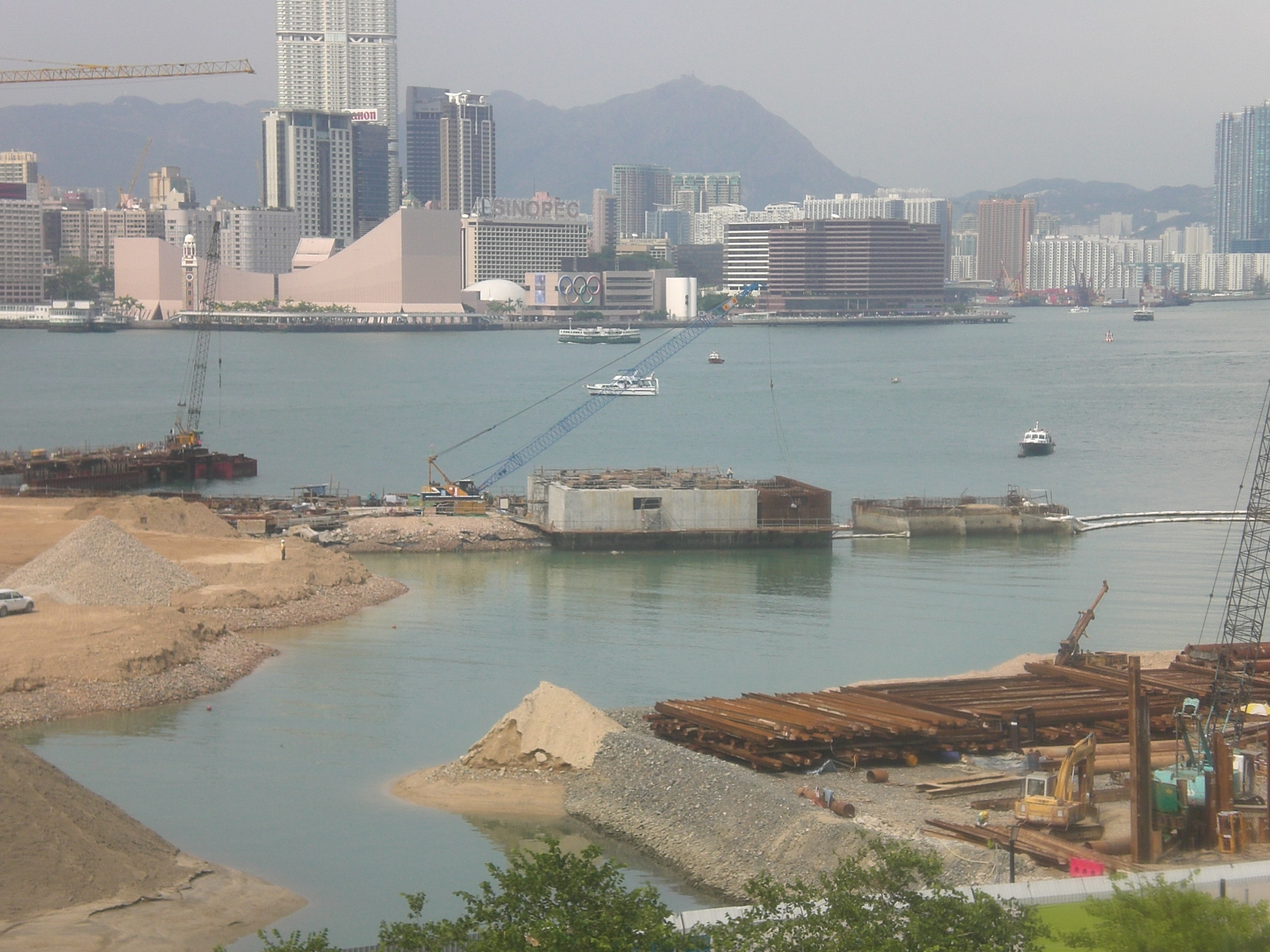
2008年9月の皇后碼頭跡地

### 具体的な計画の停滞
皇后碼頭の今後の運命は未だ不透明である。元房屋及規劃地政局局長の孫明揚は、香港政府が専門団体との間で、皇后碼頭を保存する最善の方法として、一時的に埠頭を移設し、埋立工事完了後に元の場所付近に再設置する計画でコンセンサスを得たと述べた。
2007年5月、規劃署は「中環新海浜都市設計研究」の第1段階の公衆参与活動を発表し、皇后碼頭の再設置に関する4案を提示した。同月、古物諮詢委員会は皇后碼頭を香港の一級歴史建築に指定し、これが再設置計画に影響を及ぼす可能性があるとされた。その後、2007年6月15日、立法会財経事務委員会は、皇后碼頭の移設と解体に対する予算案を承認する決定を下した。
2008年4月、規劃署は「中環新海浜都市設計研究」の第2段階の公衆参与活動を発表し、皇后碼頭再設置に関する2つの案を提示した。1つ目の案は、皇后碼頭を9号および10号埠頭の間に再設置し、埠頭としての機能を復元するというもの。2つ目の案は、皇后碼頭を元の場所に再設置し、香港大会堂との関係を維持するものの、埠頭としての機能は失われるというものだった。
2008年5月8日、香港政府は、皇后碼頭の構造部品を安全に保管しており、現在は大嶼山狗虱湾の政府爆発物倉庫内に置かれていると発表した。政府は、室内臨時倉庫を建設し、温度・湿度を調整できる環境を整えることで、特に屋根部分を適切に保護し、皇后碼頭が中環地区に正式に再設置される際にできる限り原形を保てるようにする計画を進めている。ただし、皇后碼頭を中環碼頭の9号および10号埠頭の間に再設置する場合、両埠頭の運営に影響を与えないよう、両側の階段を撤去する必要がある可能性があるとされた。
2016年3月、政府はようやく皇后碼頭の再設置に関する諮問を開始した。しかし、事前に古物諮詢委員会への諮問は行われず、元の場所に戻す選択肢も提示されなかった。アンケート調査では、皇后碼頭を中環碼頭の9号および10号埠頭間に再設置する3つの案が示され、1,011人（52%）が最も費用の低いC案を選択し、37%がその他の案を選んだ。しかし、2019年1月時点で、政府は「詳細な検討を進めており、具体的なスケジュールは未定である」と述べている。

### 再建事業の一時棚上げ
2007年、当時発展局局長であった林鄭月娥は、保存運動家との公開対話の場で、特区政府を代表し、皇后碼頭および旧天星碼頭時計塔の再建を検討する意向を示した。この発言は、埠頭を占拠していた保存運動家やデモ参加者を説得し、解体作業を進める目的があった。しかし、中環湾仔バイパスが2019年1月に開通した後も、政府は再建を実現していない。皇后碼頭および旧天星碼頭時計塔の再建計画は依然として存在せず、その部材は現在も大嶼山狗虱湾の政府爆発物倉庫に保管されたままとなっている。

## 交通
皇后碼頭はヨットや小型船舶の乗降場として利用されていた。また、埠頭に隣接する愛丁堡広場は車両の駐車スペースとしても機能していた。さらに、隣接する香港大会堂には婚姻登記所があるため、愛丁堡広場は結婚写真の撮影スポットとしても人気があった。加えて、広場はデモ集会の出発地点、観光ツアーの集合場所、制服組織による儀仗隊のパフォーマンスなど、多目的に利用されていた。

## ロケ地
皇后碼頭は多くのテレビドラマに頻繁に登場し、男女の主人公によるヒロイン救出、偶然の出会い、知り合う場面、語り合い、告白、別れ、さらには三角関係の決着など、さまざまな場面が撮影された。皇后碼頭で撮影されたテレビドラマ、映画、ミュージック・ビデオの一部には以下の作品がある：
テレビドラマ：
1. 無綫電視電視劇《烈火雄心》
2. 無綫電視電視劇《大時代》
3. 無綫電視電視劇 《刑事偵緝檔案》
4. 亞洲電視電視劇《我和殭屍有個約會》
5. 無綫電視電視劇《水滸無間道》
6. 無綫電視電視劇《寫意人生》
7. 無綫電視電視劇《阿旺新傳》
8. 無綫電視電視劇《難兄難弟》
9. 無綫電視電視劇《東方之珠》
10. 無綫電視電視劇《創世紀II天地有情》
11. 無綫電視電視劇《天地豪情》

音楽：
1. 《凝望》音樂影片 （FEAT. 國泰航空DC-3名 BESTY的 DC-3型客機，當時國泰航空慶祝週年活動，從澳洲找回公司首架客機，置於皇后碼頭作展覽，之後捐至香港科學館 [26]：永久展示）
2. 張學友的《留住這時光》音樂影片
3. 林憶蓮音樂特輯
4. Beyond的《活著便精彩》音樂影片
5. Beyond的《我早應該習慣》音樂影片
6. 鄭融 《愛得耐》音樂影片
7. 薛凱琪、周國賢 《目黑》音樂影片
8. 許冠傑的《鐘聲響起》音樂影片

映画：
1. 《最佳拍檔》
2. 《少林足球》 演員招募
3. 《龍鳳鬥》 宣傳活動
4. 《暗戰2》電影

## オリンピックの聖歌
皇后碼頭は1964年東京オリンピックの聖火リレーにて経由地の一つとなった。

## 付近の建築物
- 香港大会堂
- 愛丁堡広場渡輪碼頭（旧中環天星碼頭）（中国語版）
- 天星碼頭多層停車場（中国語版）
- 中国人民解放軍駐香港部隊ビル